# Xã Elk, Quận Clarion, Pennsylvania
Xã Elk (tiếng Anh: Elk Township) là một xã thuộc quận Clarion, tiểu bang Pennsylvania, Hoa Kỳ. Năm 2010, dân số của xã này là 1.490 người.